# Fuerza Aérea Colombiana
La Fuerza Aeroespacial Colombiana (FAC), anteriormente y aún de uso común Fuerza Aérea Colombiana, es una de las tres instituciones de las Fuerzas Militares de Colombia, encargada de acuerdo a la Constitución de 1991 de la labor de mantener el dominio del espacio aéreo colombiano para defender la soberanía, integridad territorial y el orden constitucional. 
Es una de las fuerzas aéreas latinoamericanas más grandes y para el 2019 cuenta con aproximadamente 12 877 efectivos, así mismo es una de las fuerzas más entrenadas y con mayor experiencia en combate en el continente después de la Fuerza Aérea de los Estados Unidos.
Es la única fuerza aérea a nivel mundial que tiene acreditados sus procesos con los estándares ISO 9001 y NTCGP 1000. La ISO 9001 corresponde al sistema de gestión de la calidad con la norma internacional. El segundo certificado, el NTCGP 1000 corresponde a la norma técnica de calidad de la gestión pública, como fruto de la Ley 872 de 2003, que exige a todas las entidades públicas implementar el sistema de gestión de calidad antes de diciembre de 2008.
La FAC combatió en la guerra colombo-peruana de 1932. La Fuerza Aeroespacial también sirvió desde la isla de San Andrés durante la Segunda Guerra Mundial, y ha sido parte del conflicto armado interno de Colombia.

## Historia
Luego de observar el uso de la aviación bélica en la Primera Guerra Mundial y de adelantarse investigaciones en Europa por una comisión de militares de la época, se expidió por parte del congreso, exhortado por el presidente Marco Fidel Suárez, la ley 126 de 1918 que dio origen a la Aviación del Ejército.
El 18 de junio de 1918,en Barranquilla presenció el primer vuelo de un avión en Colombia, suceso histórico protagonizado por el estadounidense William Knox Martin; este evento, que conmocionó a la nación entera, fue la nueva chispa que encendió de nuevo los anhelos colombianos de contar con aviación.
El Congreso Nacional estudiaba la creación de la Quinta Arma del Ejército: era la "Aviación Militar". Se buscaba que Colombia no se quedara rezagada respecto a los países más desarrollados que ya contaban con avanzadas ramas de aviación militar. Fue así como el 31 de diciembre de ese mismo año, se expidió la ley 126 sobre el particular dándole las correspondientes atribuciones y facultades al gobierno. Esta Ley fue inmediatamente sancionada por el entonces Presidente de la República, Marco Fidel Suárez, con la firma del Ministro de Guerra, Jorge Roa.

### Inicios

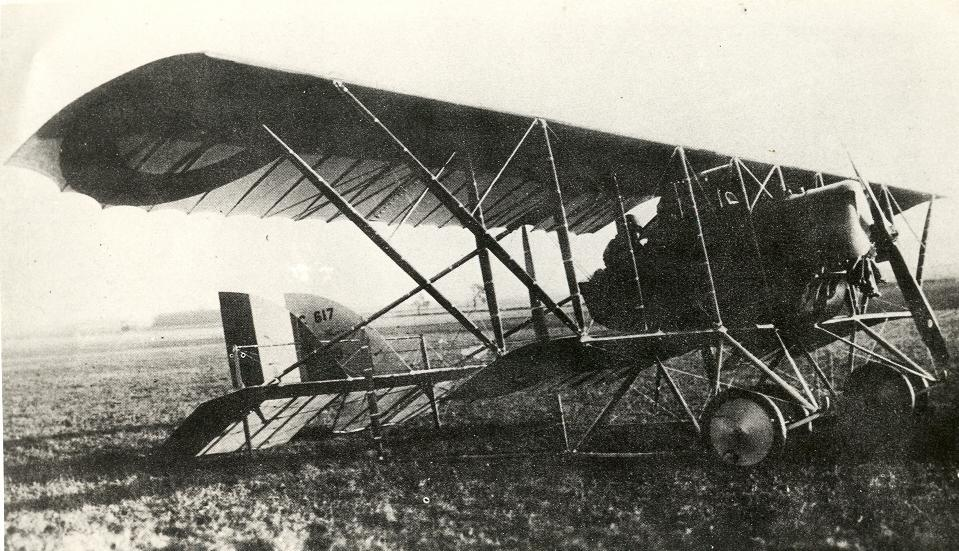
El Caudron G-III E-2 de origen francés, otro de los primeros aviones de la Fuerza Aérea.

La aviación colombiana nació gracias a las inquietudes del pamplonés Camilo Daza. Fue así como el día 7 de septiembre de 1916, al impulso del Club Colombiano de Aviación, convertido en un positivo "grupo de presión", el Congreso Nacional expidió la novísima Ley 15 de 1916, por la cual se disponía el envío a Europa de una comisión de militares, para enterarse de los avances bélicos, pero principalmente de la aviación. Al sancionar esta primera Ley Aérea, el presidente de la República José Vicente Concha, exclamó: "Está muy cercano el día en que Colombia tenga su propia aviación".
Conocidas las experiencias de la Primera Guerra Mundial sobre el empleo de la aviación como arma de combate, una vez superados los problemas económicos, el Congreso colombiano, exhortado por el presidente Marco Fidel Suárez, demostró la necesidad de que las instituciones militares fortalecieran sus capacidades, introduciendo definitivamente en su organización las unidades aéreas. De esta manera, se originó la aviación militar en Colombia y se sancionó el 31 de diciembre la Ley 126 de 1919, la cual creó la Aviación Militar Colombiana como quinta arma del Ejército Nacional.
En Europa la aviación tomó importancia a partir del desarrollo acelerado que tuvo durante la Primera Guerra Mundial. En Colombia, la aviación surgió gracias al entusiasmo de un grupo de jóvenes aficionados que vislumbraron en el avión múltiples posibilidades de desarrollo en beneficio de la nación. Así lo entendió también el gobierno de Marco Fidel Suárez, ya que el "Arma de Aviación del Ejército", mediante la expedición de la Ley 126 del 31 de diciembre de 1919.
Con el fin de garantizar el desarrollo de la aviación en Colombia, el presidente Marco Fidel Suárez gestionó con su homólogo francés, Alexandre Millerand, el envío al país de una misión militar aérea y la adquisición de las primeras aeronaves militares. Francia tenía por aquella época muchos pilotos militares veteranos, sobrevivientes de la Primera Guerra Mundial, y una floreciente industria aeronáutica.

### El bautismo aéreo del Ejército colombiano: La aviación en la guerra contra el Perú (1932–1933)
En los albores del siglo XX, cuando el poder aéreo apenas empezaba a consolidarse como una dimensión emergente del arte militar, Colombia protagonizó uno de los episodios más significativos de su historia contemporánea: la guerra contra el Perú por la recuperación del puerto de Leticia, en el Amazonas. Este conflicto —que se desarrolló entre 1932 y 1933— no solo representó un desafío territorial, político y logístico para el Estado colombiano, sino que marcó el bautismo de fuego de la aviación militar nacional, entonces aún bajo el control del Ejército.
A diferencia de lo que ocurre hoy, cuando la Fuerza Aérea Colombiana constituye una fuerza independiente y tecnológicamente avanzada, en aquel momento la aviación militar era una rama subordinada del Ejército Nacional, agrupada bajo la Escuela Militar de Aviación (EMA), fundada en 1919 en Flandes (Tolima) con apoyo de una misión francesa (González, F. (2006). Colombia y Perú: Historia de un conflicto fronterizo. Bogotá: Banco de la República.). Para 1932, la EMA ya operaba desde Madrid, Cundinamarca, y contaba con un reducido pero valioso número de aeronaves —biplanos Curtiss F-8C Falcon, Curtiss Hawk II y Junkers F-13— que serían determinantes en el desarrollo del conflicto (Arias, A., & Rodríguez, L. (2012). Aviación militar colombiana: Historia y proyección. Bogotá: Ministerio de Defensa Nacional.).
Cuando tropas peruanas ocuparon Leticia en septiembre de 1932, el Estado colombiano se vio obligado a movilizar sus limitados recursos militares hacia la región más remota y agreste del país. La aviación del Ejército se convirtió entonces en un instrumento estratégico, no solo por su capacidad de reconocimiento y transporte, sino también por su impacto psicológico y disuasivo frente al enemigo (Rico, C. (2019). “El poder aéreo en la historia militar colombiana”. Revista de las Fuerzas Armadas, 45(3), 78–93.).
Durante la campaña, se organizaron operaciones aéreas desde bases improvisadas en puntos clave de la Amazonía como La Pedrera, Tarapacá, Puerto Arica y El Encanto. Desde allí, los aviones realizaron misiones de observación táctica, transporte de tropas y suministros, evacuación de heridos y, en algunos casos, ataques limitados contra posiciones peruanas (González, F. (2006), op. cit.). Dada la precariedad de las vías fluviales y la imposibilidad de maniobras terrestres, la aviación demostró ser el único medio capaz de romper el aislamiento operacional en la selva.
Uno de los aspectos más notables de esta experiencia fue la integración entre fuerzas aéreas, fluviales y terrestres, en lo que puede considerarse una forma incipiente de operaciones conjuntas. La aviación no actuó de forma aislada, sino en constante coordinación con las unidades navales y con las tropas del Ejército desplazadas a la región (Rico, C. (2019), op. cit.).
La guerra con el Perú también aceleró la profesionalización de la aviación militar colombiana. En un corto periodo, se intensificó la formación de pilotos nacionales y se contrataron expertos extranjeros, particularmente alemanes y estadounidenses, que aportaron conocimientos técnicos y operativos esenciales (Arias & Rodríguez (2012), op. cit.). Esta necesidad operacional apremiante derivó, años más tarde, en la creación de la Fuerza Aérea Colombiana como institución independiente en 1944, separada del Ejército (Fuerza Aérea Colombiana (FAC). (1994). 75 años volando alto: Historia institucional de la FAC. Bogotá: Imprenta FAC.).
Desde la perspectiva doctrinal, esta campaña aérea temprana dejó lecciones duraderas: la importancia del dominio del aire en zonas de difícil acceso, la utilidad estratégica de la aviación en conflictos no convencionales, y la necesidad de planificar desde el nivel conjunto e interinstitucional para enfrentar amenazas en regiones periféricas (Rico, C. (2019), op. cit.). Además, representó uno de los primeros casos en América Latina —y quizás en el mundo— en que un Estado utilizó su aviación militar en operaciones reales de combate en un entorno selvático, sin contar con una fuerza aérea autónoma (FAC (1994), op. cit.).
En suma, la participación de la aviación del Ejército colombiano en la guerra contra el Perú no solo permitió recuperar Leticia, sino que demostró el valor de la innovación operacional y sentó las bases para el desarrollo del poder aéreo en Colombia, consolidando el papel de la aviación como instrumento clave para la soberanía y la defensa nacional.

### La Segunda Guerra Mundial

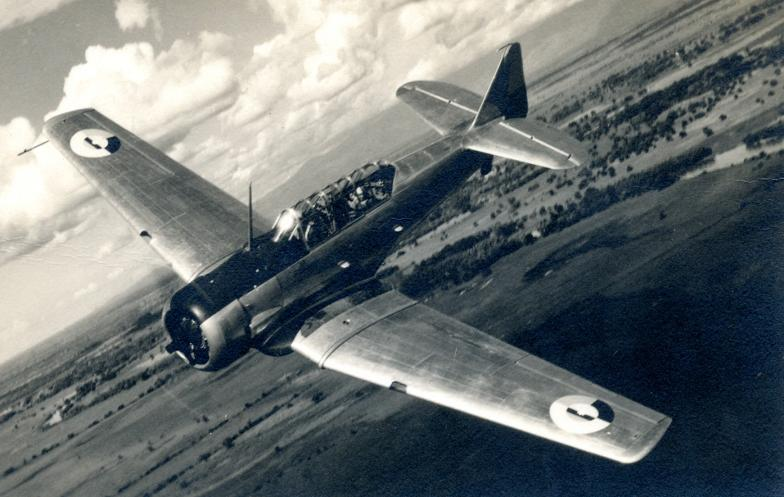
El Texan AT-6 de origen estadounidense sirvió de apoyo durante la Segunda Guerra Mundial, defendiendo así la costa Caribe del país.

En plena Segunda Guerra Mundial tuvo lugar la ruptura diplomática entre Colombia y los Países del Eje (Alemania, Italia y Japón), el 18 de diciembre de 1941, cuando el presidente Eduardo Santos tomó la decisión a raíz del ataque japonés a las bases militares, navales y aéreas de Estados Unidos en Pearl Harbor, Hawái. A partir de entonces, el gobierno colombiano implantó medidas especiales para limitar y contrarrestar la acción militar del Eje en áreas de la jurisdicción nacional. Sin embargo, el 23 de junio de 1942 un submarino alemán atacó y hundió la goleta colombiana "Resolute", 50 millas al noroeste de la isla de San Andrés. Esta misma goleta había rescatado días antes a cinco oficiales y 23 marinos de la Armada Real Británica sobrevivientes de un hundimiento ocurrido 200 millas al norte de Cartagena.
A raíz de estos hechos, el gobierno tomó la decisión de patrullar y vigilar la Costa Caribe colombiana. La Base Aérea de Palanquero dispuso para ello el desplazamiento a Barranquilla de uno de sus Escuadrones de Combate, denominado Escuadrón de Reconocimiento y Combate, formado por aviones Falcon F-8. En 1943, los Falcon fueron relevados de la misión y reemplazados por los Texan AT-6. Este Escuadrón estuvo activo hasta 1945, cuando los AT-6 fueron trasladados nuevamente a Palanquero.
El 10 de diciembre de 1920 la Quinta Arma del Ejército pasa a ser parte del Ministerio de Guerra como Sección de Aviación Militar. Mediante el Decreto n.º 2065 de 1932 y a raíz del conflicto amazónico, esta Sección se constituyó en el Departamento 8 del Ministerio de Guerra, denominándose División General de Aviación Militar Nacional. Las necesidades nacionales y la experiencia obtenida en el campo aéreo a raíz de la Segunda Guerra Mundial, llevaron a la reestructuración de la aviación militar en Colombia.

### Años 1940-1950
En 1947, se crea el aeródromo nacional de Apiay, cambiando su nombre luego a Base Aérea de Apiay el 17 de noviembre de 1948, hoy en día es la sede del Comando Aéreo de Combate n.º 2.
En 1953 llegan al país los primeros helicópteros OH-23 Raven. En 1954 llegan los primeros OH-13 Sioux, debido al incremento en la flota de helicópteros se crea en Melgar, Tolima, la primera Base Aérea de Helicópteros de Colombia, actualmente Base Aérea “Teniente Coronel Luis F. Pinto Parra”, sede del Comando Aéreo de Combate n.º 4 y de la Escuela Conjunta de Helicópteros de las Fuerzas Militares. En ese mismo año llegan a la FAC los primeros aviones con motores a reacción, los Lockheed T-33 Silver Star, siendo esto un hito para la institución. Al año siguiente llegan los Lockheed F-80 Shooting Star. En 1956 llegan los Canadair Sabre Mark IV adquiridos a Canadá. Estas aeronaves fueron asignadas a Palanquero. En 1955 llegan los bombarderos A-26C Invader asignados a la base aérea de Apiay. También llegaron en esa época el DHC-2 Beaver, el C-45B Expediter, el C-54 Skymaster,y el Aero Commander L-26. En 1959, con la inauguración del Aeropuerto Internacional El Dorado, se crea la Base Aérea de Transporte Militar, luego renombrada como Base Aérea "Brigadier General Camilo Daza", sede hoy del Comando Aéreo de Transporte Militar (CATAM).

### Años 1960-1970

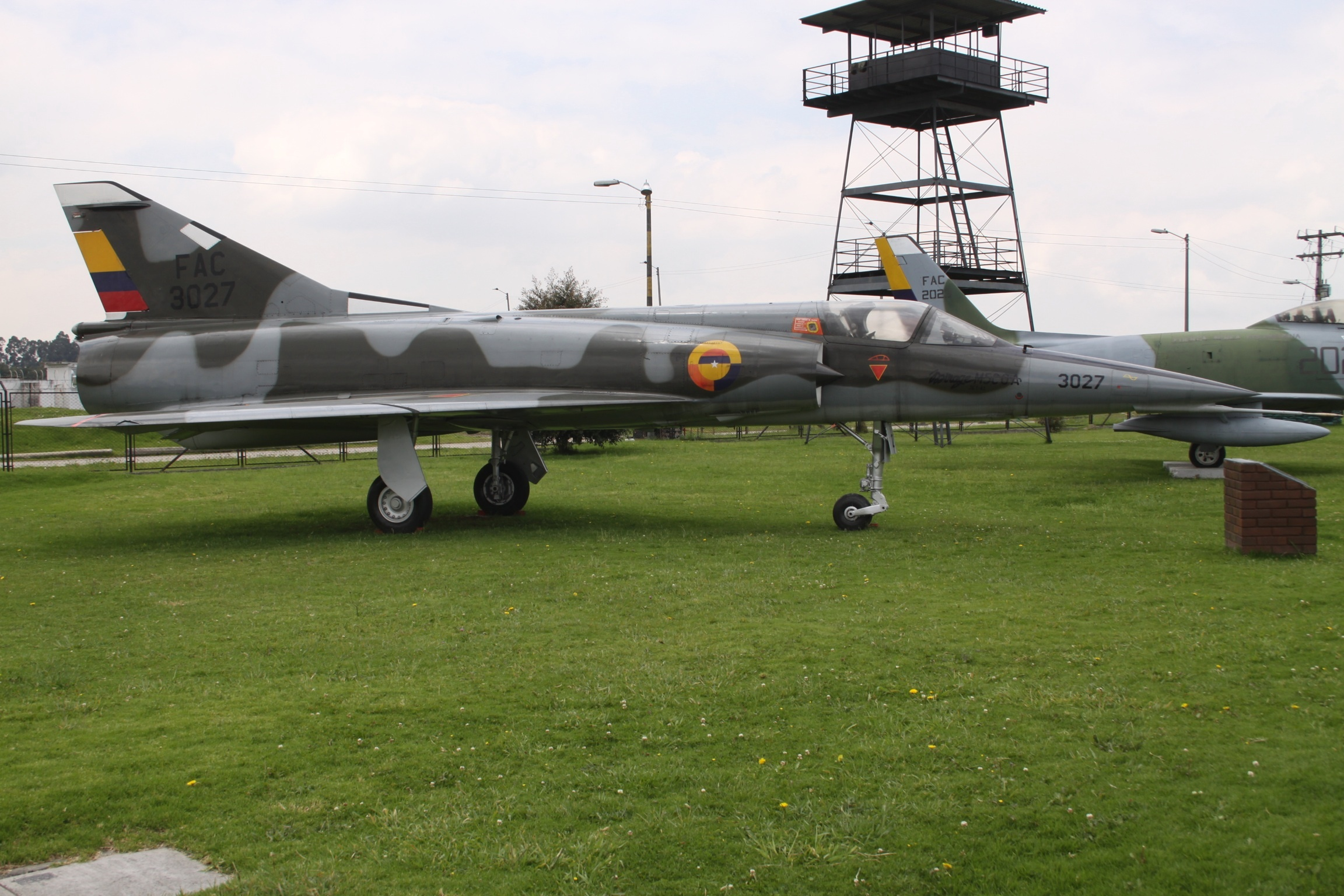
Mirage V.

En 1961 llegan seis Kaman HH-43B Huskie los cuales operaron muy poco tiempo siendo retirados en 1968. En 1962, durante el gobierno de Alberto Lleras Camargo se decide crear una aerolínea con el fin de integrar económica y socialmente a las regiones más apartadas del país, es así como surge el Servicio Aéreo a Territorios Nacionales, SATENA, la cual comienza a operar con dos C-47, un C-54 y dos Beaver L-20. Para 1963 llegan 10 UH-1B Iroquois.
En 1968 fueron adquiridos 10 T-37C Tuit para entrenamiento avanzado, y 30 T-41D Mescalero para entrenamiento básico. Para reforzar el ala de transporte llegan también dos C-130B Hércules. El ala rotatoria es reforzada con la llegada de 12 Hughes OH6A Cayuse. En 1969 comienzan a llegar los primeros UH-1H Huey del que han llegado 77 aeronaves.
En 1977, se crea en Malambo, Atlántico, el Grupo Aéreo del Norte, actualmente Comando Aéreo de Combate n.º 3. El Grupo Aéreo del Caribe, GACAR, localizado en San Andrés, nació en 1979 para defender la soberanía nacional sobre el archipiélago de San Andrés y Providencia, ante las pretensiones de Nicaragua de apoderarse de la isla. 

### Años 1980-1990
En 1983 se crea la Base Aérea de Marandúa, en Vichada, sede del Grupo Aéreo de Oriente. Finalmente, en 1990 se activa la Base Aérea de Ríonegro, Antioquia, sede actual del Comando Aéreo de Combate n.º 5.

### Años 2000-2010
Actualmente la actuación de la FAC es decisiva en los golpes a las estructuras terroristas e inmovilización y derribo de aviones al servicio del narcotráfico, siempre como parte de la aviación militar colombiana conjuntamente con la Aviación del Ejército (AVIAEJEC), Área de Aviación Policial y la Aviación Naval de la Armada. En el año 2007 la Fuerza Aérea Colombiana mostró interés en adquirir cazas F-16, pero por falta de capacidad técnica, y de no contar con personal calificado para operar y mantener aeronaves de 4.ª generación se optó por adquirir nuevamente aviones IAI Kfir israelíes; desafortunadamente en una serie de accidentes se perdieron 4 aviones en el trascurso de pocos años dejando la flota en sólo 20 aeronaves. Recientemente y ante la necesidad de mantenimiento adecuado para los motores GE-J79, planta motriz de estos aviones, la FAC firmó un contrato de mantenimiento y puesta a punto con la empresa israelí IAI, para además recuperar la operatividad de la flota de aviones Kfir. Desde 2015 la FAC ha mostrado interés por adquirir un lote de aviones Mirage 2000 excedentes del Armée de L´Air Française.

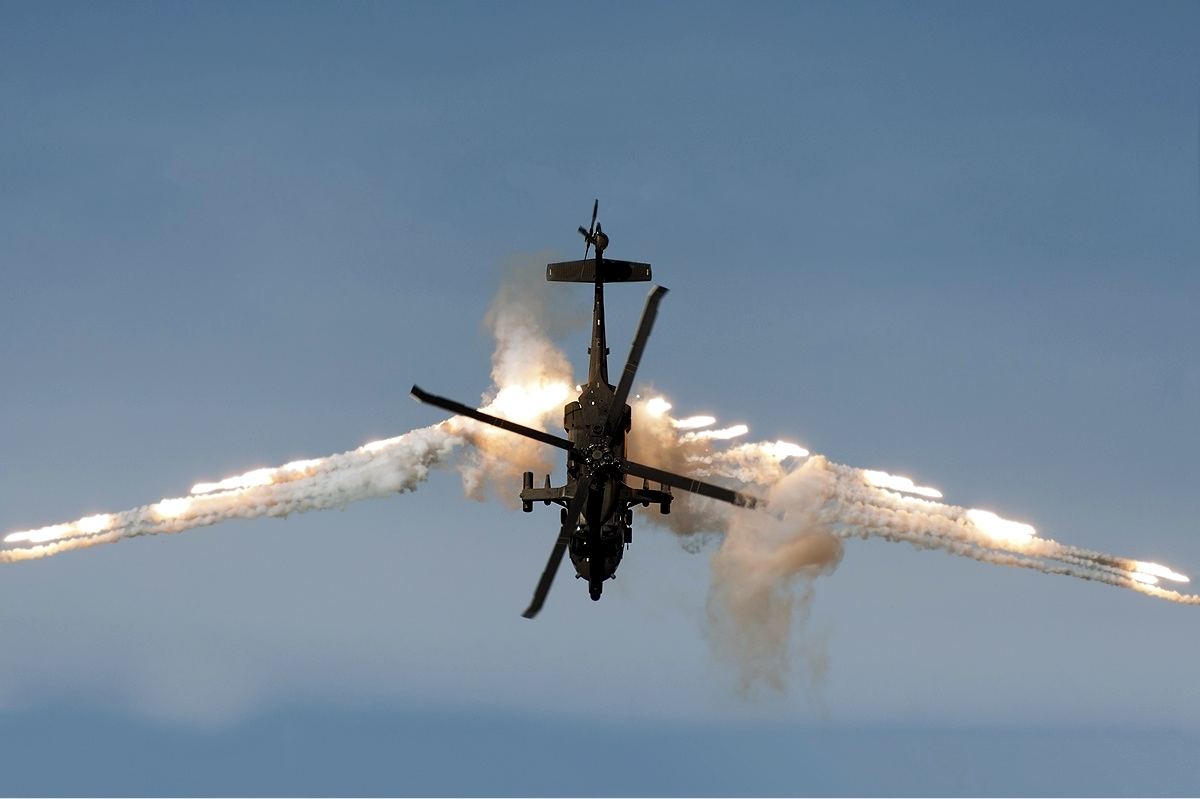
AH-60 Arpía III.

Desde 2008 adquirió una flota de 24 aviones Emb-314 Super Tucano, para la lucha contrainsurgente contra las FARC-EP, en operaciones contra sus comandantes "Raúl Reyes", "Alfonso Cano" y "Mono Jojoy". 
También se ha adquirido capacidad de bombardeo de precisión con armas inteligentes, como las bombas 'Griffin', 'EGBU-12' y 'Spice-1000'.[cita requerida]
A inicios de julio de 2017 la FAC hizo pública la adquisición de dos aviones Kfir TC-12 biplazas de entrenamiento a la empresa israelí IAI con el fin de reponer las aeronaves perdidas en accidentes, y poder continuar con el proceso de entrenamiento de los pilotos. En tiempos recientes también se ha modernizado helicópteros utilitarios UH-60 a una versión de ataque, con aviónica y armamento israelí, denominada "Arpía", con el fin de dar apoyo de fuego a unidades en tierra.

### Años 2020
En el gobierno de Gustavo Petro, se propuso cambiar el nombre de la Fuerza Aérea Colombiana a Fuerza Aeroespacial Colombiana cuyo cambio de nombre fue negado por la Corte Constitucional.El cambio de nombre, fue aceptado nuevamente en noviembre de 2024.

## Símbolos

### Himno
El himno de la FAC fue compuesto por el Coronel Álvaro González Q. y la música es autoría del maestro Omar Rengifo.
| Coro Cielo Azul de Colombia la grande Blancas nubes o rojo arrebol; Triunfadores crucemos el Ande Entre nubes, tormentas y sol.               | I Estrofa Aviadores, al flanco las alas, El timón en la mano serena A nuestra arma la adornan las galas De su reto a la gloria suprema.     | II Estrofa Cruzaremos el Ruiz y el Tolima Los penachos de altivos volcanes, Alcanzando anhelosos la cima Que vigila orgullosa dos mares. |
| III Estrofa En los blancos girones, de un velo De las nubes saltar a luchar, Descender con arrojo del cielo A morir por la patria o triunfar. | IV Estrofa En las naves gaviotas de luces Al impulso del raudo motor, Nada importa que surjan más cruces Siendo halcones del gran tricolor. | V Estrofa Soy soldado con alto decoro, Soy piloto la selva me llama; Nuestro avión como flecha de oro Va buscando en la altura la fama.  |

### Escudo
Compuesto por un blasón azul turquesa con un jefe de oro que ocupa la tercera parte del escudo. Este ostenta dos alas de sable, símbolo de la nobleza, el poder, la constancia y la sabiduría; alegoría de la leyenda de Icaro y homenaje a todos los que han dado su vida al servicio de la aviación.
Un águila de Gules dispuesta como soporte al blasón, con la cabeza mirando a la diestra del escudo, el pico abierto mostrando la lengua, con las alas abiertas, la cola esparcida y las dos patas saliendo de los lados inferiores del escudo, sosteniendo con las garras la cinta donde exhibe la divisa, es símbolo del reinado que la aviación ejerce sobre los cielos de Colombia, los vientos y las tempestades; el gules representa la fuerza del espíritu y la osadía como virtudes principales de los pertenecientes al arma aérea; el plata de que está blasonado el pico, la lengua y las patas, simboliza heráldicamente firmeza y vigilancia.
La divisa, escrita en una cinta de oro sobre la cola en la parte inferior del escudo, en las letras mayúsculas latinas, de púrpura, dice: Sic Itur Ad Astra, (en español «así se va a las alturas») frase de La Eneida de Virgilio, libro IX, capítulo V, página 641, y que dicha por el joven Ascanio es: Macte, nova virtute, puer, sic itur ad astra", palabras pronunciadas para animar e infundir confianza, y que se traducen: "!Ánimo, muchachos. Es así como se remonta hacia el cielo!".
El oro y el púrpura de que esta blasonada esta divisa simboliza, respectivamente, luz y constancia, grandeza y sabiduría.

### Marcas de identificación

Escarapela de la Fuerza Aérea Colombiana.
Escarapela opcional en ocasiones de reducida visibilidad.

### Evolución de las insignias
| Marca de identificación | Insignia en el Fuselaje | Insignia de la Quilla | Periodo de vigencia          | Notas |
| ----------------------- | ----------------------- | --------------------- | ---------------------------- | --- |
|                         | No hay datos            | No hay datos          | 1920 — 1924                  | Primeros aviones comprados en Francia; llevaron la insignia representada en las alas.                                         |
|                         | No hay datos            | No hay datos          | 1924 — 1927                  | En 1924, los colores de las marcas de identificación se basaron en los colores nacionales. Insignias localizadas en las alas. |
|                         |                         |                       | 21 de febrero de 1927 — 1953 | |
|                         |                         |                       | Desde 1953 al presente       | |

### Marca Fuerza Aérea Colombiana

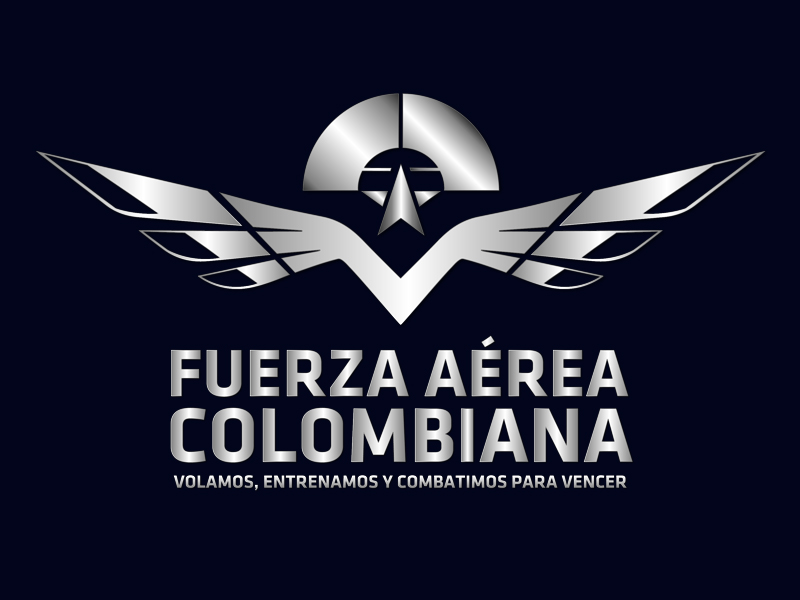
Marca de la Fuerza Aérea Colombiana.

El isotipo exclusivo de la Fuerza Aérea Colombiana está diseñado a partir de la cucarda, la cual identifica sus aeronaves. El diseño muestra un par de alas que simbolizan el vuelo ascendente, formando la silueta de un águila en un estilo moderno y elegante.
La cucarda se ha superpuesto en un doblez, representando el inicio y la proyección de la Fuerza Aérea más allá de los límites, reflejando su alcance global. La línea vertical en la parte superior es el resultado de la superposición, simbolizando la misión y visión en ascenso. Las figuras geométricas forman un semicírculo que representa el firmamento, con la estrella de cinco puntas que denota los principios de amor, sabiduría, verdad, justicia y bien.
El isotipo se apoya en una base en forma de "V" que representa la superación en todos los aspectos, destacando la vocación de victoria y la actitud de servicio. Las alas y la punta superior de la estrella forman la figura del águila vista desde arriba en actitud de ascenso vertical, simbolizando la superioridad y el control de diferentes dimensiones desde el aire.
El eslogan "Volamos, Entrenamos y Combatimos para Vencer" acompaña al isotipo, representando la ejecución completa de la misión de la Fuerza Aérea Colombiana.

### Águila arpía

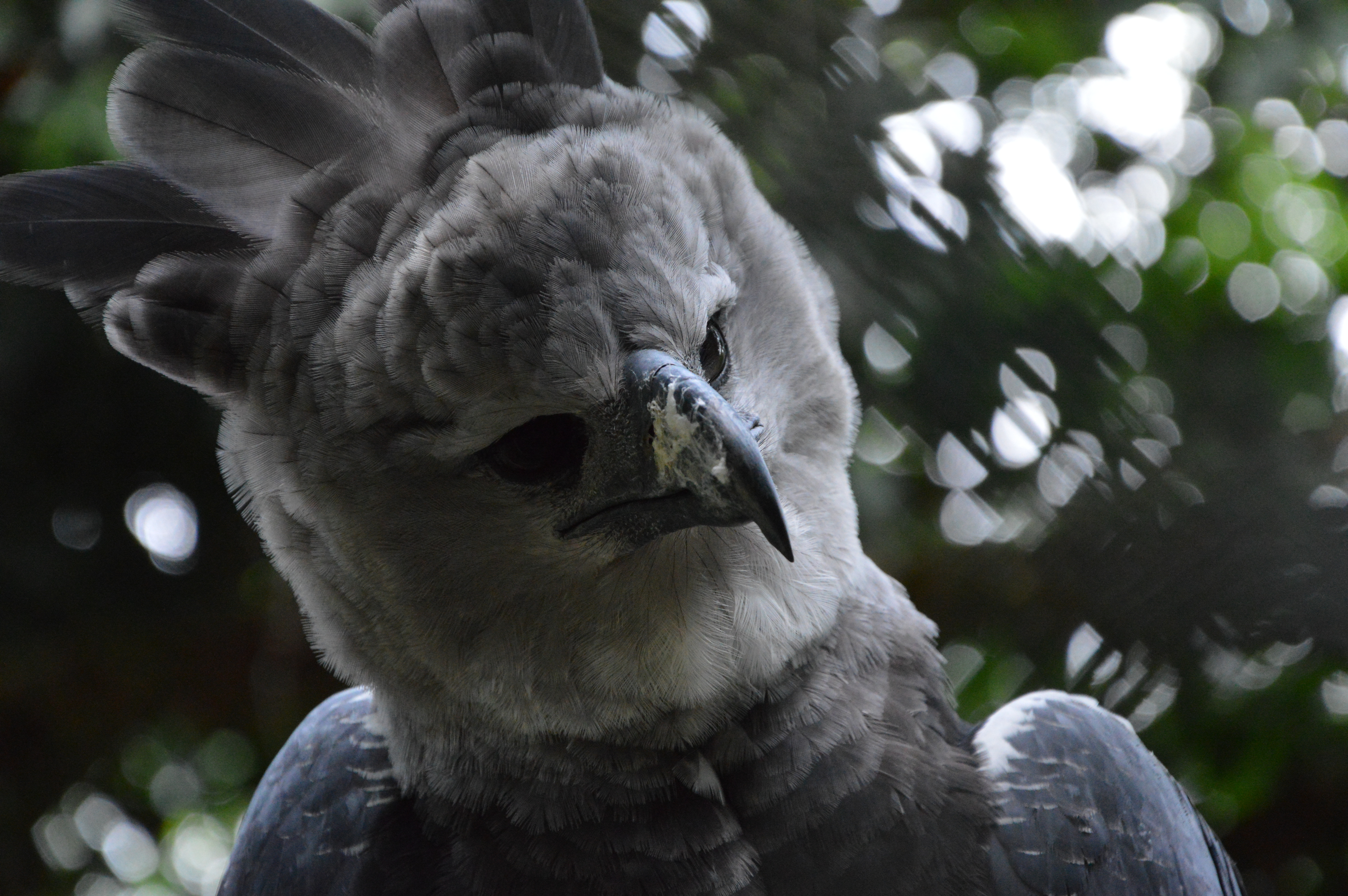
Harpia harpyja.

Desde el 16 de junio de 2016 se seleccionó el águila arpía como símbolo institucional por representar valores intrínsecos a la institución. La FAC aporta en el trabajo de preservación de un ejemplar en cautiverio, de los cuatro existentes en Colombia.
La Fuerza Aérea fue  estableció un convenio que consiste en apoyar las operaciones logísticas de las investigaciones científicas, todo en cooperación con el Instituto Humboldt y con el Bioparque La Reserva, para la conservación de esta especie nativa de Colombia que está en peligro de extinción por actividades como la tala indiscriminada y la minería ilegal.

## Unidades Aéreas

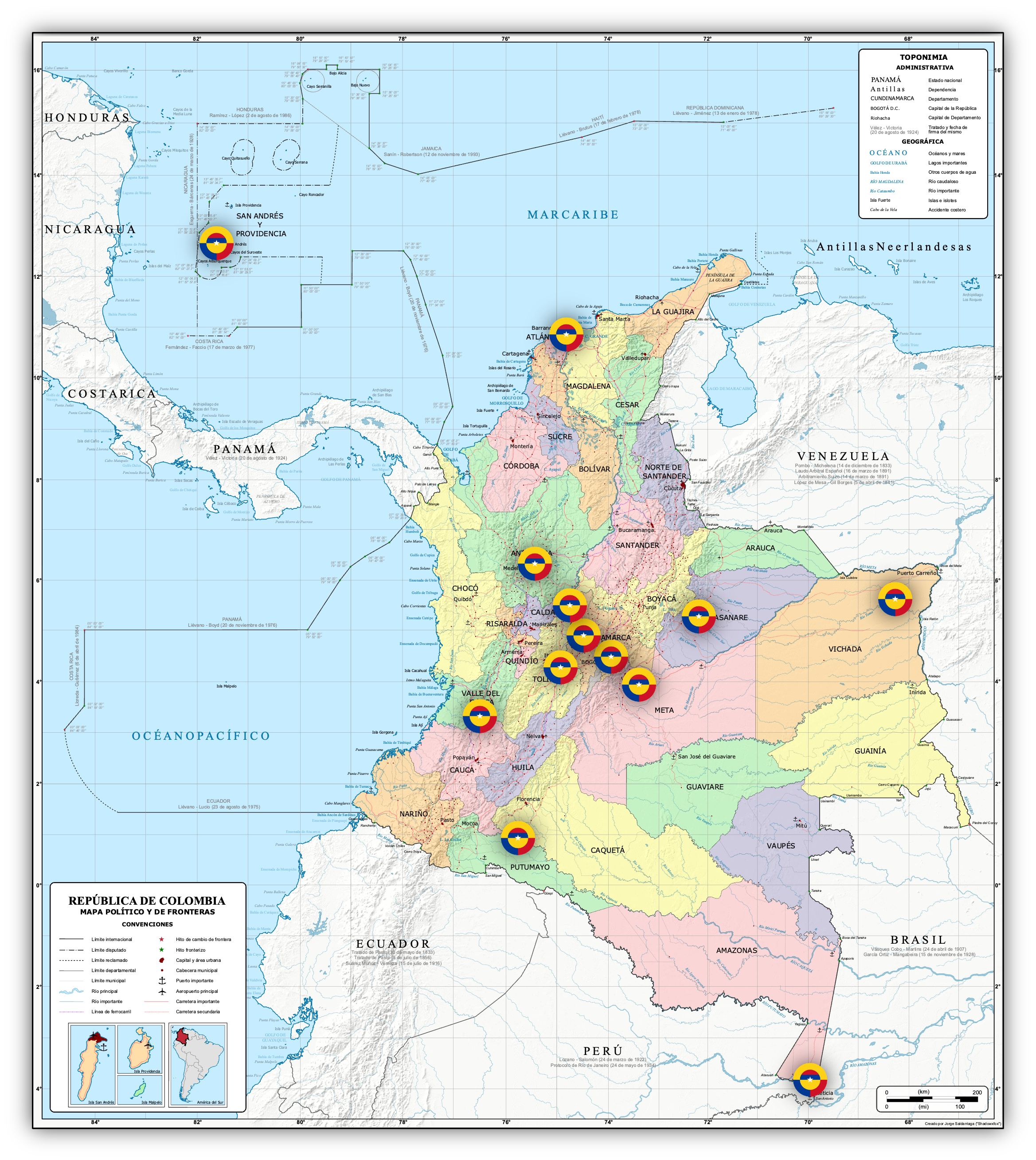
Unidades Militares Aéreas de la FAC

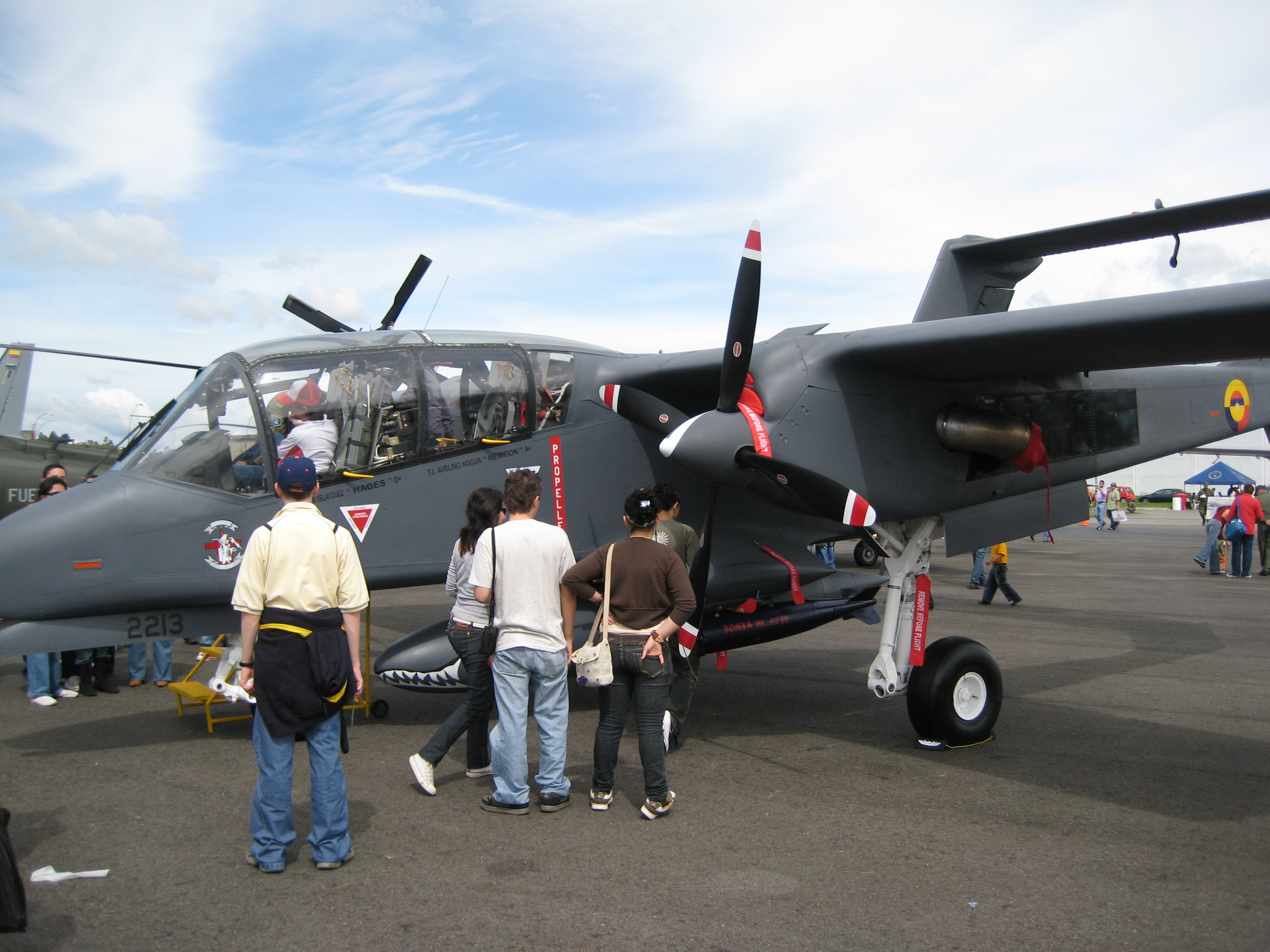
Las aeronaves OV-10 Bronco fueron hasta hace poco aeronaves de ataque ligero de la institución. (Retirado en 2015).

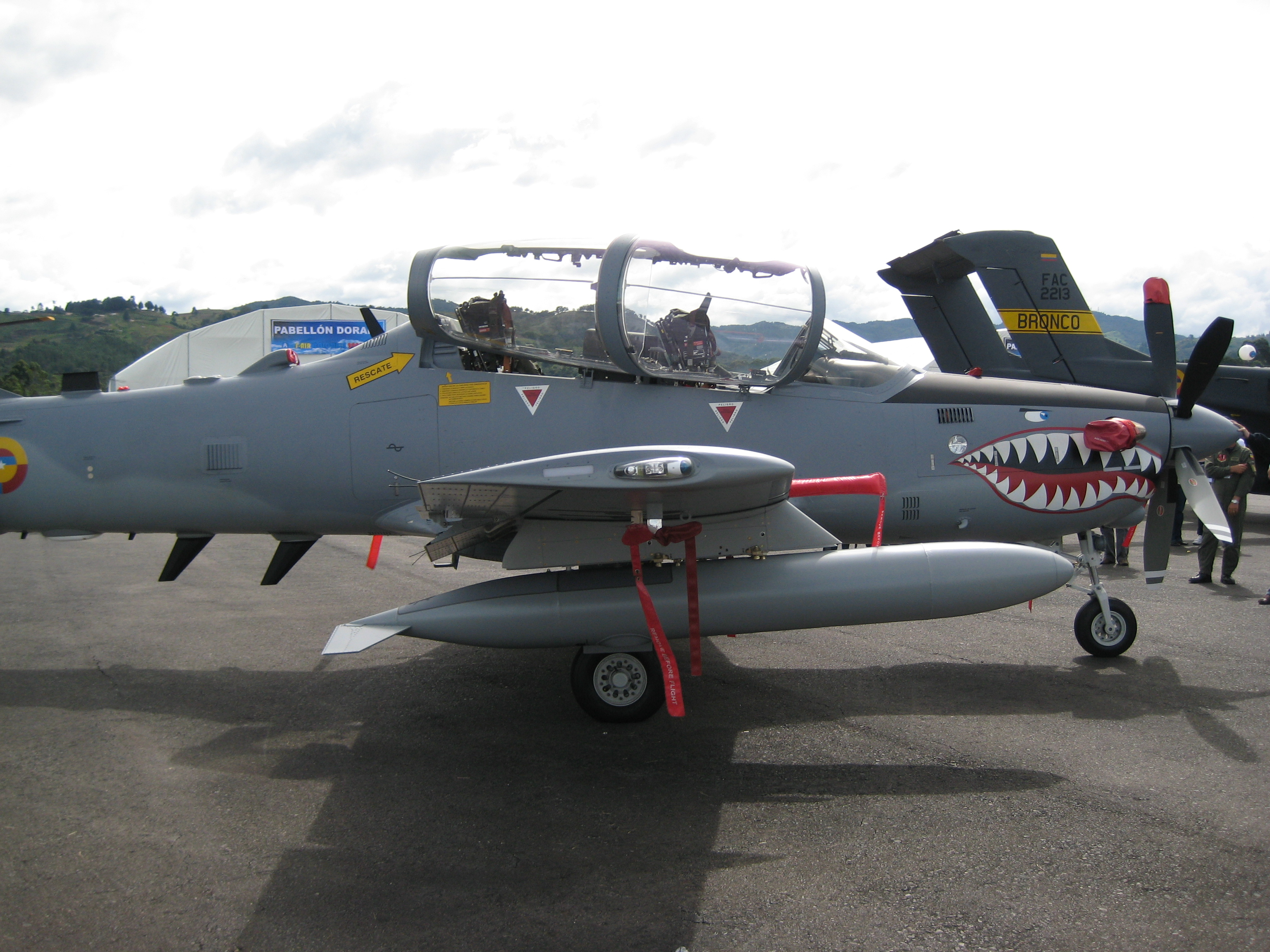
El Super Tucano es una aeronave de ataque ligero.

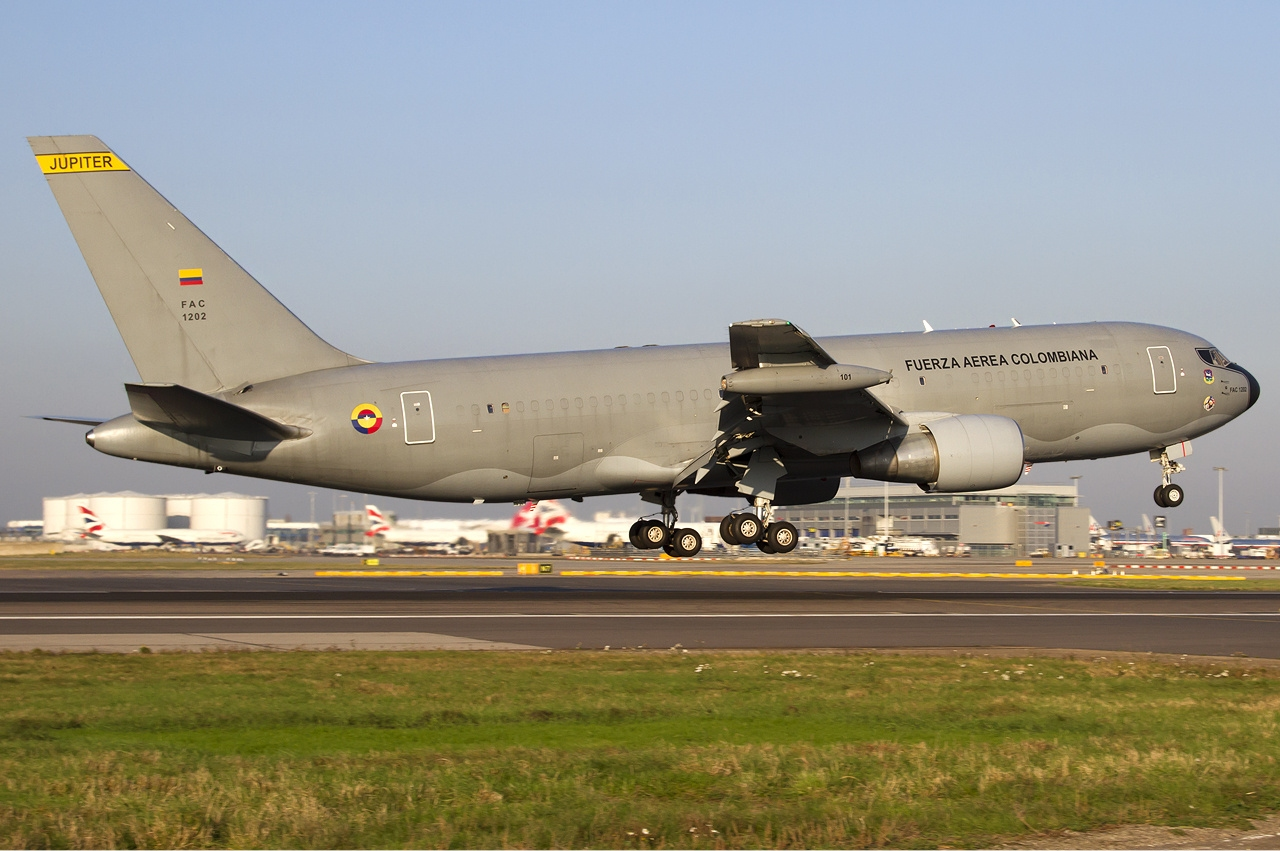
Un Boeing 767 reconvertido por la empresa IAI en tanquero multipropósito, hoy 'Júpiter' en la Fuerza Aérea Colombiana.

La Fuerza Aérea Colombiana está organizada en Comandos, los cuales son responsables de las operaciones en determinada área geográfica del país. En cada comando existen Grupos Aéreos que se encargan de la administración de Escuadrones con funciones específicas: Combate, Transporte, Formación, Inteligencia, Evacuación médica/CSAR, etc. así:
- Comando Aéreo de Combate No. 1[24] "CT. Germán Olano Moreno"
Se encuentra ubicado en el municipio de Puerto Salgar, Cundinamarca. Es la base aérea insignia de la FAC, allí se encuentran los escuadrones de combate más importantes. 
  - Grupo de combate N.º 11
    - Escuadrón de Combate 111 Dardos (Kfir C12)
    - Escuadrón de Combate Táctico 113 Fantasma (AB212 Rapáz, AC-47T Fantasma, AH-60L Arpía IV, Cessna 208, IAI 201 Arava, SA2-37B Vampiro, UH-1H-II)
    - Escuadrón de Defensa Aérea 114 (ECN-235 Phobos)
    - Escuadrón de Combate 116 Tweet (T-6C Texan II)
- Comando Aéreo de Combate No. 2[25] "CT. Luis Fernando Gómez Niño"
Recibe destacamentos de unidades de inteligencia. Así mismo atiende los requerimientos de arsenal aéreo del GAORI o Grupo Aéreo del Oriente. Se encuentra ubicado en el centro poblado Apiay del municipio de Villavicencio, Meta.
  - Grupo de Combate N.º 21
    - Escuadrón de Combate 211 Grifos (A-29B Supertucano)
    - Escuadrón de Combate 212 "Tucanos" (AT-27 Tucano)
    - Escuadrón de Combate Táctico 213 (AC-47T Fantasma, AH-60L Arpía IV, C212-300, Cessna 208, SA2-37B Vampiro)
    - Escuadrón Defensa Aérea 214 Fenix, (SR-560)
    - Escuadrón de Combate 217 Quimera (Hermes 450, Hermes 900)

- Comando Aéreo de Combate No. 3 [26] "MG. Alberto Pauwels Rodríguez"
Se encuentra ubicado en el municipio de Malambo, Atlántico.
  - Grupo de Combate 31
    - Escuadrón de Combate 311 Dragones (A-37 Dragonfly) actualmente ninguno en servicio
    - Escuadrón de Combate 312 Drakos (A-29B Supertucano)
    - Escuadrón de Combate Táctico 313 (AB212 Rapáz, C-95A, C208B Grand Caravan)
    - Escuadrón Defensa Aérea 314, (SR-560)

- Comando Aéreo de Combate No. 4[27] "TC. Luis Francisco Pinto Parra"
Se encuentra ubicado en el municipio de Melgar, Tolima.
  - Grupo de Combate 41
    - Escuadrón de Combate 411 (Bell 212 Rapaz)
    - Escuadrón de Asalto Aéreo 412 (Cessna 208, OH-13H (insignia), UH-1H-II)
    - Escuadrón de Ataque 413 (MD500E, MD530MG)

  - Escuela de Helicópteros de Fuerza Pública
    - Escuadrón de Vuelo (Bell 206B-3, UH-1H)

- Comando Aéreo de Combate N°5[28] "BG. Arturo Lema Posada"
Se encuentra ubicado en el municipio de Rionegro, Antioquia.
  - Grupo de Combate 51
    - Escuadrón de Combate 511 (AH-60L Arpía IV)
    - Escuadrón de Combate 512 (AH-60L Arpía IV )
    - Escuadrón de Operaciones Especiales 513 (Cessna 208, UH-60A Halcón, UH-60L Halcón)

- Comando Aéreo de Combate 6[29] "CT. Ernesto Esguerra Cubides"
Se encuentra ubicado en la Base Aérea de Tres Esquinas en el municipio de Solano (Caquetá).
  - Grupo de Combate 61
    - Escuadrón de Combate 611 (AT-27 Tucano, A-29B Supertucano)
    - Escuadrón de Combate Táctico 613 (AC-47T Fantasma, Bell 212 Rapaz, C212-300, SA2-37B Vampiro, UH-1H-II, Scan Eagle UAV)

- Comando Aéreo de Combate 7[30]
Se encuentra ubicado en Cali, Valle del Cauca.
  - Grupo de Combate 71[31]
    - Escuadrón Preparatorio 111 (S10VT, SZD-54, Cessna 172S)
    - Escuadrón Básico 712 (T-90)
    - Escuadrón de Combate Táctico 713 (B212, C208, C212, AC-47T, UH-60L)

- Grupo Aéreo del Amazonas[32] (GAAMA) "Coronel (H) Herbert Boy"
Se encuentra ubicado en Leticia, Amazonas.
  - Escuadrón de Combate n.º 102 Aerotáctico (Cessna 208, A-27 Tucano, UH-1N, UH-60A, C212-300)

- Grupo Aéreo del Caribe[33] (GACAR) "TC. Benjamin Méndez Rey"
Se encuentra ubicado en San Andrés Isla.
  - Escuadrón de Combate 101 (A-29 Super Tucano)
  - Escuadrilla de Combate Táctico 1013 (Beech C90, C208)

- Grupo Aéreo del Casanare[34] (GACAS)
Se encuentra ubicado en la base aérea de Yopal, Casanare.
  - Escuadrón de Combate n.º 103,
    - Escuadrilla de Combate 1032 Aerotáctico (Skymaster C337, Huey II Búho, UH 60L Black Hawk, 208B Grand Caravan)

- Grupo Aéreo del Oriente[35] "TC Luis Arturo Rodríguez Meneses"
Se encuentra ubicado en Marandúa, Vichada.
  - Grupo de Combate 111
    - Escuadrilla de Combate Táctico 1113 (AC-47T Fantasma, AB212 Rapaz, UH-1H-II, Scan Eagle UAV)

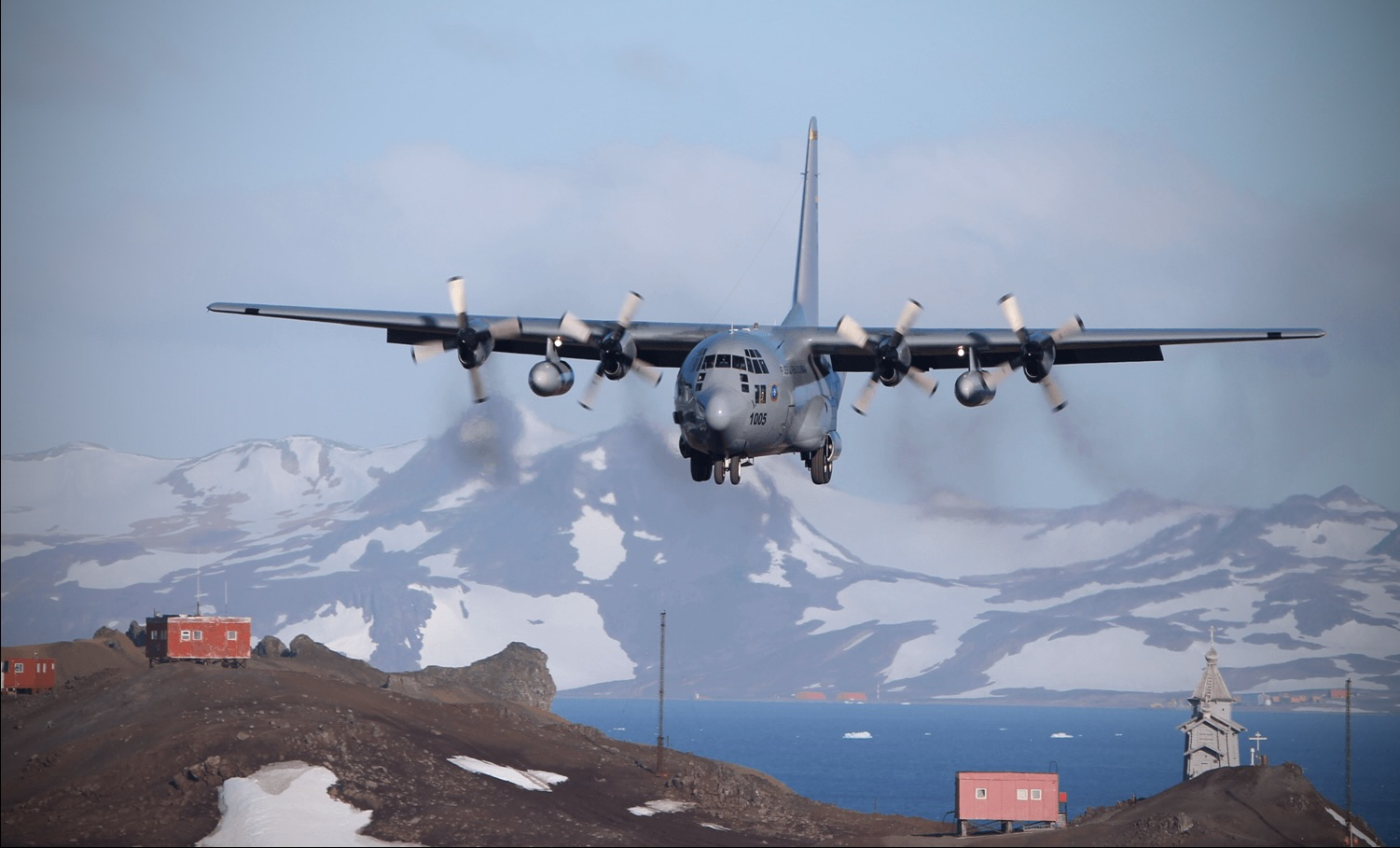
Campaña de Exploración Antártica de la Fuerza Aérea Colombiana.

- Comando Aéreo de Transporte Militar- CATAM-[36] "BG. Camilo Daza Álvarez"
Se encuentra ubicado en Bogotá, Distrito Capital.
  - Grupo de Transporte Aéreo 81
    - Escuadrón de Transporte 811 (C-130B, C-130H, C-130H-1, C295M, CN235M-100, B-727 "Apolo" y "vulcano", KC-137 "Zeus", KC-767 "Júpiter", Boeing 737-400)

  - Grupo de Vuelos Especiales 82
    - Escuadrón de Transporte Especial 821 (Boeing 737-700 BBJ, Learjet 60 BJ, Legacy 600 BJ, Beech 350, UH-60L Halcón, Bell 412HP, C-95A, Cessna 208B, Citation ll 550 BBJ, F28 2000-3000 BBJ(C), PA-42-720, PA-42T, RC690D BBJ)

  - Grupo de Inteligencia Aérea 83
    - Escuadrón de Inteligencia Aérea 831, (Beech 300 ELINT, Beech 350 ELINT, RC695, RC695A)

- Comando Aéreo de Mantenimiento -CAMAN-[37] "MY. Justino Mariño Cuesto"
Se encuentra ubicado en el municipio de Madrid, Cundinamarca. Es el principal centro de mantenimiento de las aeronaves de la FAC.
  - Grupo de Transporte Aéreo 91
    - Escuadrón de Transporte 911 (Beech C90, C212-300)

## Entrenamiento
La Fuerza Aérea Colombiana FAC ofrece estudios de nivel superior, medio superior, carrera técnica, adiestramiento táctico y capacitación técnica especializada en sus distintos planteles, como la Escuela de Postgrados de la Fuerza Aérea Colombiana Capitán José Edmundo Sandoval (EPFAC),, la Escuela Militar de Aviación (EMAVI), y la Escuela de Suboficiales Capitán Andrés María de la Trinidad Díaz Díaz (ESUFA).

### Escuela de Postgrados de la Fuerza Aérea Colombiana "CT. José Edmundo Sandoval" (EPFAC)
La Escuela de Posgrados de la Fuerza Aérea Colombiana (EPFAC), fue creada en 1960 mediante las Leyes n.º 126 y 128 como unidad académica independiente para capacitar a los oficiales de la FAC, inicialmente con el nombre de Instituto Militar Aeronáutico (IMA), nombre que ostentó hasta el año 2012; con sede en el Escuadrón de Transportes del Aeropuerto de Techo (Ciudad Kennedy - Bogotá).
En 1963 adopta el nombre de “CT. Andrés M. Díaz” en honor a un insigne Oficial Piloto de la FAC que se distinguió por sus aportes a la educación militar aeronáutica. En 1995 pasa a llamarse “CT. José Edmundo Sandoval” en honor al Oficial Piloto de la FAC que se distinguió por sus altas cualidades intelectuales y aportes a la investigación científica en el área de la física nuclear.
En 1971 el IMA es trasladado a la Escuela Militar de Aviación como parte del Escuadrón Académico; con responsabilidad de capacitar a los Oficiales subalternos de la Fuerza. En 1982 se inaugura la sede del Instituto Militar Aeronáutico en las instalaciones del Comando Aéreo de Transporte Militar en Bogotá y en 1994 es trasladado a su sede actual, la Escuela Superior de Guerra y a las aulas de la Universidad Militar “Nueva Granada”.
La Escuela de Posgrados de la Fuerza Aérea logra, mediante la resolución ICFES n.º 0571 del 19 de marzo, la profesionalización en Administración Aeronáutica para los Oficiales de la Fuerza Aérea Colombiana. En la constante innovación de procesos se incorporan las nuevas tecnologías de la información y la comunicación al desarrollo de los cursos de capacitación, ubicándose a la vanguardia de la educación virtual en la Fuerza Pública.
Entre sus reconocimientos están el logrado en 2002 por parte del Ministerio de Educación Nacional como Institución Universitaria; se inicia con el desarrollo de las Especializaciones en Gerencia de la Seguridad Aérea y Logística Aeronáutica. En 2006 le es otorgado por esta misma entidad el registro calificado al programa de Especialización en Logística Aeronáutica y al siguiente año le es otorgado el registro calificado al programa de la Especialización en Gerencia de la Seguridad Aérea y se certifica ante ICONTEC con las normas ISO 9001:2000 y Técnica de Calidad de la Gestión Pública NTCGP 1000:2004, para todos sus procesos. En 2009 un grupo de egresados de la Especialización en Logística Aeronáutica obtiene el premio nacional LOGyCA a la innovación logística.
En la actualidad la EPFAC sigue desarrollando distintos proyectos como: Consolidación de la Universidad de Aire y del Espacio en coordinación con la Jefatura de Educación Aeronáutica., Educación por competencias en coordinación con la Jefatura de Desarrollo Humano, Educación virtual de vanguardia, Modelo de Autoevaluación Institucional, Liderazgo educativo aeronáutico, Campus universitario en coordinación con la Jefatura de Apoyo Logístico.
La EPFAC cuenta con una oferta académica que le permite apoyar a cada uno de los procesos funcionales de la FAC y así mismo al sector aeronáutico dentro de los que se cuenta: Diplomado en prevención de accidentes aéreos (PREVAC), Especialización en gerencia de la seguridad aérea (EGSA), Especialización en logística aeronáutica (ELA), Maestría en Seguridad Aérea y Maestría en Operaciones Logísticas

### Escuela Militar de Aviación "Marco Fidel Suárez" (EMAVI)
La creación de la Escuela Militar de Aviación (EMAVI) es consecuencia inmediata de la Ley 126 de 1919, sancionada por el entonces Presidente de la República Marco Fidel Suárez, llevando desde entonces el nombre de este ilustre colombiano, gestor de la aviación militar en Colombia.

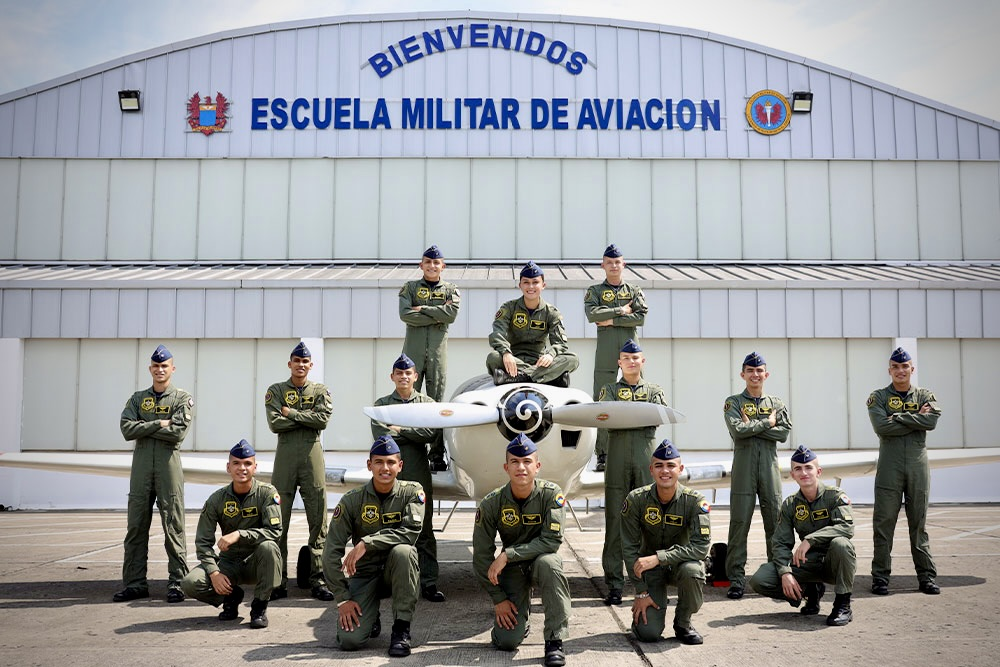
Cadetes de Vuelo.

En un principio estuvo ubicada en el municipio de Madrid (Cundinamarca), sin embargo en 1933 su sede se ubica definitivamente en la ciudad de Cali. De esta escuela se han graduado 95 promociones. En enero de 1997 ingresó la primera promoción de cadetes femeninos; jóvenes damas que se desempeñaron en todas las especialidades, excepto la de Seguridad y Defensa de Bases. El prestigio de la Escuela Militar de Aviación ha traspasado fronteras, cadetes aviadores de Guatemala, Panamá, República Dominicana y Honduras entre otras; además alberga cadetes de intercambio de escuelas como United States Air Force Academy de Estados Unidos y la Academia de la Fuerza Aérea Brasileña. Durante muchos años han engrosado con éxito las promociones de oficiales que de allí egresan.
La EMAVI ofrece cuatro (4) Programas de Formación Profesional, entre estos se encuentran Programa de Administración Aeronáutica, Programa de Ingeniería Informática, Programa de Ingeniería Mecánica y Programa de Ciencias Militares Aeronauticas (Cuerpo de Vuelo) Actualmente los estudiantes de la escuela se entrenan en aeronaves Cessna 172 Skyhawk y T-90 Calima en su etapa de vuelo primario y en vuelo básico en las aeronaves T-27 (CACOM 2 - Villavicencio Apiay, Meta (Colombia)), Cessna 172 Skyhawk y Beechcraft T-6 Texan II (CACOM 1 - Puerto Salgar, Cundinamarca) y TH67 Creeck (Bell 206). Al finalizar la formación en la EMAVI, los estudiantes reciben el grado oficial de Subteniente.

### Escuela de Suboficiales CT. Andrés M. Díaz (ESUFA) y la Escuela de Suboficiales "CT. Andrés M. Díaz" (ESUFA)
La Escuela de Suboficiales es fundada el 5 de julio de 1932 Mediante decreto 1144 con el nombre de Escuela de Radiotelegrafía y Mecánica con sede principal en la Base Aérea de Madrid (Cundinamarca). En el año de 1953, después de capacitar 14 promociones de Mecánicos de Aviación, su sede es trasladada a Cali, donde se amplía y moderniza la enseñanza a los alumnos.
En 1946 se expide la Ley 101 que involucra en la Carrera Militar a los Suboficiales técnicos y a partir de ese momento, el Suboficial de la Fuerza Aérea adquiere el estatus dentro de la Legislación Colombiana como Militar y como Técnico de Aviación.
A medida que la Fuerza crecía en número de aviones y en personal calificado, los cursos fueron más frecuentes y numerosos; fue así como la Escuela en 1953 se traslada a la ciudad de Cali, en donde actualmente opera la Escuela Militar de Aviación “Marco Fidel Suárez”; posteriormente, en 1970, el Comando opta por adecuar unos terrenos en Madrid, donde fue trasladada la Escuela Aerotécnica, tomando el nombre de Suboficiales “Capitán Andrés María Díaz Díaz”, haciendo honor a uno de sus más ilustres Oficiales.
Mediante acuerdo ICFES 275 del 5 de diciembre de 1991 la escuela queda autorizada para desarrollar cinco programas tecnológicos en diferentes especialidades con una duración de seis semestres y así poder otorgar el título de pregrado como tecnólogo aeronáutico a aquellos estudiantes que cumplan con todos los requisitos de ley
A través de su existencia, la Escuela de Suboficiales ha pasado de ser un centro de instrucción a una Institución de Educación Superior que en la actualidad cuenta con más de cinco programas tecnológicos en las áreas de: mantenimiento, electrónica, comunicaciones, seguridad aeroportuaria y abastecimientos, acompañando el desarrollo Institucional de la Fuerza Aérea de manera permanente.
En 2006 se reciben por parte del CNA cinco resoluciones del ministerio de educación nacional por medio de las cuales se acreditan las cinco tecnologías aeronáuticas por un lapso de cuatro (4) años:
Tecnología en mantenimiento aeronáutico: resolución n.º 1921 del 8 de mayo de 2006 Calificación: 3.98
Tecnología en seguridad aeroportuaria: resolución n.º 1915 del 8 de mayo de 2006 Calificación: 5.0
Tecnología en comunicaciones aeronáuticas: resolución n.º 1914 del 8 de mayo de 2006 Calificación: 4.1
Tecnología en abastecimientos aeronáuticos: resolución n.º 5673 del 20 de septiembre de 2006 Calificación: 4.2
Tecnología en electrónica aeronáutica: resolución n.º 5672 del 20 de septiembre de 2006 Calificación: 4.7.
Tecnología en inteligencia aérea 
Tecnología en Gestión de Recursos Aéreos

## Personal
La Fuerza Aérea Colombiana cuenta con aproximadamente 15000 efectivos (2017), incluyendo 3171 oficiales, 4304 suboficiales, 1103 cadetes o alumnos, soldados (seguridad de bases y Policía Militar, principalmente), y 2382 civiles, estos últimos generalmente cumpliendo roles especializados técnicos o profesionales (Medicina y Sanidad Militar, comunicaciones, entre otras especializaciones).

### Grados e Insignias
Para el arma en específico leer: Anexo:Escalafón militar de Colombia (Fuerza Aérea)